# AMC Hornet
Der AMC Hornet war ein Fahrzeug der unteren Mittelklasse, den die American Motors Corporation (AMC) von Sommer 1969 bis Herbst 1977 herstellte.
Der Hornet ersetzte den Rambler American. Mit dem Beginn seiner Produktion wurde der Markenname Rambler auf den US-amerikanischen und kanadischen Märkten aufgegeben. Für die AMC spielte der neue Hornet eine bedeutende Rolle. Er und seine Nachfolger wurden bis zum Modelljahr 1988 gebaut. Das Modell überlebte die Kompaktwagen anderer US-amerikanischer Hersteller, den Chevrolet Nova, den Ford Maverick und den Plymouth Valiant. Der Wagen war Grundlage für den kompakten AMC Gremlin mit stark verkürztem Steilheck und gläserner Heckklappe. Der kaum veränderte Nachfolger hieß AMC Concord, dessen Kurzversion war der Spirit. Mit Teilen der Bodengruppe von Jeep und Allradantrieb gab es den AMC Eagle.

## Ursprung des Namens
Die Hudson Motor Car Co. nannte 1951 eines ihrer Modelle Hornet. Die Firma bildete ein Tourenwagenteam um diesen Wagentyp, und der Fabulous Hudson Hornet wurde bald bekannt für seine Siege bei Tourenwagenrennen in den Jahren von 1951 bis 1954. Aus der Fusion von Hudson und Nash-Kelvinator ging 1954 die American Motors Corporation hervor, die noch bis 1957 den Nash Hornet baute. Von 1958 bis 1969 wurden keine Hornets hergestellt, doch behielt AMC die Namensrechte.
Das Styling des AMC Hornet beruhte auf dem Prototyp AMC Cavalier. Im Jahr der Einführung gab es ihn als zwei- oder viertürige Limousine. 1971 wurde ein fünftüriger Kombi, der Sportabout, der Modellpalette zugefügt. Im selben Jahr trat der SC/360 hinzu, ein V8-Muscle Car, das es nur als zweitüriges Coupé gab.
Ab 1973 wurde ein Kombicoupé angeboten.
Der Hornet war einer der ersten Personenkraftwagen, die mit einem Ausstattungspaket angeboten wurden, das von einem Modehaus entworfen worden war, das 1972 vorgestellte Modell hieß Gucci. Der Wagen wurde in vier Außenfarben mit beiger Innenausstattung und dünnen roten und grünen Streifen sowie besonderen Modellschildern angeboten. Fast 3000 Exemplare des 1972er-Hornet wurden mit dieser Ausstattung verkauft. Dieser Erfolg regte andere Automobilhersteller – wie die Ford-Luxusmarke Lincoln – zu Ausstattungspaketen an, die ebenfalls von Modedesignern kreiert wurden.
1973 wurde ein Ausstattungspaket Levi’s Jeans angeboten, das nach dem Jeanshersteller Levi’s benannt war. Es war sehr populär und wurde bis Mitte der 1970er-Jahre fortgeführt.

## Technik
Die nachstehenden Daten betreffen das Modelljahr 1973, gelten sinngemäß aber für die ganze Baureihe und die verwandte Modelle. Der AMC Hornet hatte vorn längs eingebaute Vier-, Sechs- und Achtzylindermotoren und Hinterradantrieb.

### Motoren
Der Achtzylinder-V-Motor hatte einen Hubraum von 4979 cm³ (304 cui) und bestand aus einem Motorblock aus Gusseisen, er hatte eine zentrale Nockenwelle, eine fünffach gelagerte Kurbelwelle und hängende Ventile, das Kompressionsverhältnis betrug 8,4 : 1. Damit leistete der Motor 152 PS (netto; 111,8 kW) bei 4200 Umdrehungen pro Minute. Er war mit einem Fallstrom-Doppelvergaser AutoLite 2BBL Modell 2100 (Europa: Motorcraft) bestückt. Der Kühlwasserinhalt betrug 13,2 Liter, der Benzintank fasste 62 Liter (21 US-Gallonen).

### Kraftübertragung
Die Hinterachse mit der Untersetzung 2,87 : 1 (auf Wunsch. 3,15 : 1) wurde über eine Getriebeautomatik mit Drehmomentwandler vom Typ „Torque Command“ angetrieben. Sie war baugleich mit der Chrysler Torqueflite und wurde auch bei den Jeep-Modellen verwendet. Der Wandler konnte das Drehmoment maximal zweifach verstärken. Der Wahlhebel saß am Lenkrad oder wahlweise auf der Mittelkonsole.

### Karosserie
Die Karosserie war selbsttragend ausgeführt. Lieferbar waren 2- und 4-türige Limousinen, ab 1971 der Station Wagon Sportabout und ab 1973 ein Hatchback-Coupé mit Heckklappe.

### Fahrwerk und Aufhängung
Die Vorderräder waren einzeln an ungleich langen Doppelquerlenkern (mit elastisch gelagerter Zugstrebe) aufgehängt, mit Schraubenfedern und hydraulischen Teleskop-Stoßdämpfern. Vorn gab es einen Stabilisator, gelenkt wurde entweder mit einer Rollenlenkung oder einer Kugelumlauflenkung mit Servo.
Die hintere Starrachse war konventionell aufgehängt an Halbelliptikfedern mit Teleskop-Stoßdämpfern.
Die Zweikreisbremsanlage war hydraulisch. Serienmäßig waren rundum selbstnachstellende Trommelbremsen eingebaut; auf Wunsch waren vordere Scheibenbremsen und Bremskraftverstärker erhältlich. Die Feststellbremse wirkte über ein Pedal im Fußraum auf die hinteren Bremsen. Die Reifengrößen waren 6,95-14, auf Wunsch C78-14 (beide auf 5 Zoll breiten Felgen) oder D70-14 und DR70-14 dann auf 6 Zoll breiten Felgen.

## Modellpflege

### Modelljahr 1970
Der erste Hornet erschien im September 1969 in Grundausstattung und als besser ausgestattetes SST-Modell mit zwei oder vier Türen. Der 3,3-Liter-Reihensechszylinder-Motor war im Grundmodell verfügbar, die 3,8-Liter-Maschine trieb den SST an. Ein 5,0-Liter-V8 war für beide Modelle als Sonderausstattung verfügbar.
Gefertigt wurden 1970:
- 43.610 Stück vom zweitürigen Grundmodell
- 17.948 Stück vom viertürigen Grundmodell
- 19.748 Stück vom zweitürigen SST-Modell
- 19.786 Stück vom viertürigen SST-Modell

### Modelljahr 1971

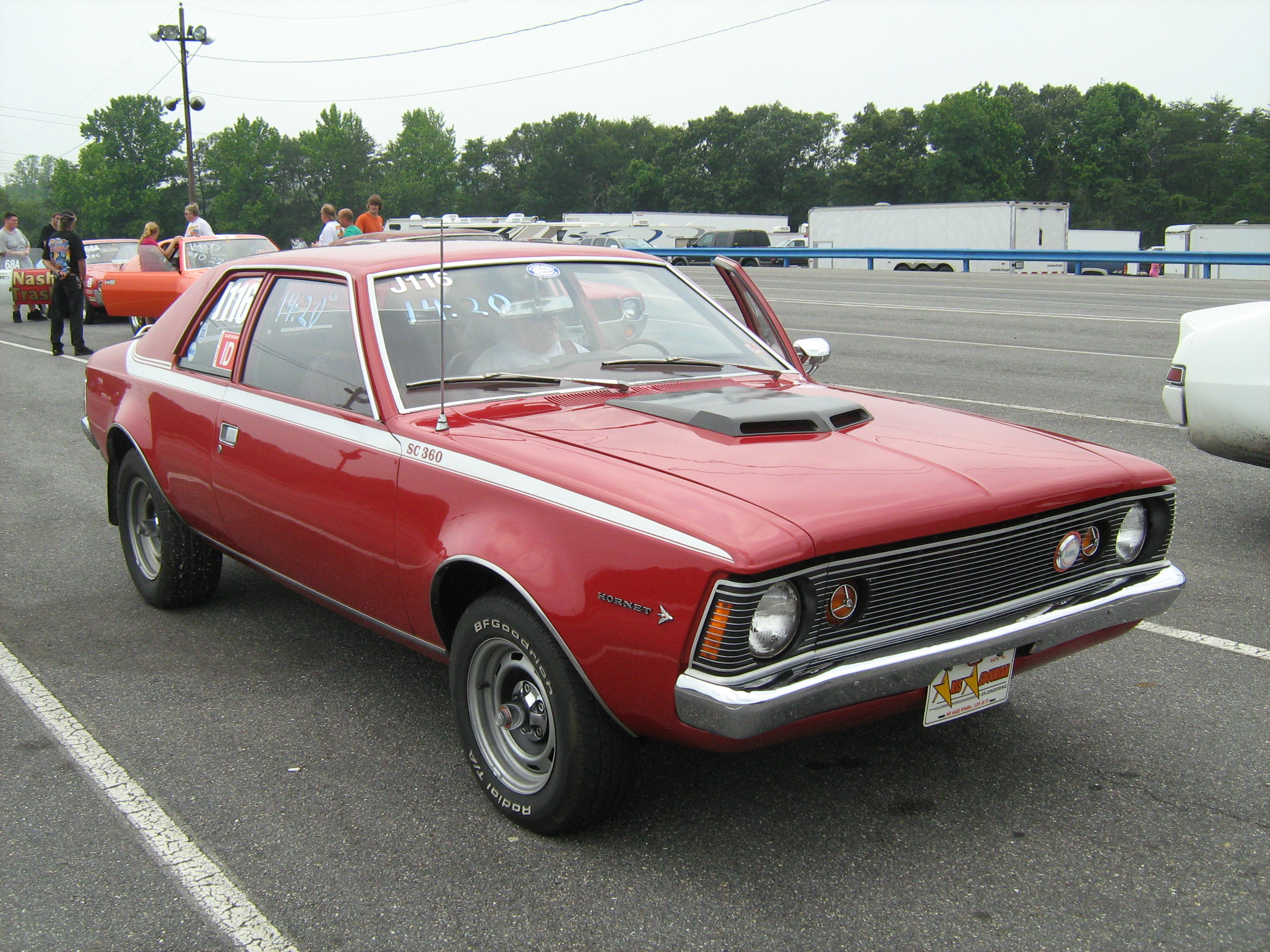
AMC Hornet SC360 (1971)

1971 kam der Sportabout hinzu, ein fünftüriger Kombi, der anstatt der üblichen, zur Seite öffnenden Hecktür eine hochschwingende Heckklappe hatte. Die zwei- und die viertürige Limousine wurde unverändert hergestellt. Die 3,8-Liter-Maschine wurde nun zur Grundausstattung für alle Modelle.
Der SC/360 war ein zweitüriges Muscle Car in limitierter Auflage mit 5,9-Liter-V8 (248 PS/182 kW), gestylten Rädern, Lufthutze auf der Motorhaube, Seitenstreifen und anderen Ausstattungsdetails. Er war als Nachfolger des 1969er SC/Rambler gedacht, verkaufte sich aber nicht gut, so dass nur 784 Exemplare hergestellt wurden.
Die Fertigungszahlen des Sportabout sprechen für sich selbst, denn die meiste Zeit war er der einzige US-amerikanische Kombi in dieser Größenklasse.
Die Fertigungszahlen von 1971 waren:
- 19.235 Stück vom zweitürigen Grundmodell
- 10.403 Stück vom viertürigen Grundmodell
- 8.600 Stück vom zweitürigen SST-Modell
- 10.651 Stück vom viertürigen SST-Modell
- 73.471 Stück vom fünftürigen SST-Modell Sportabout
- 784 Stück vom zweitürigen SC/360

### Modelljahr 1972

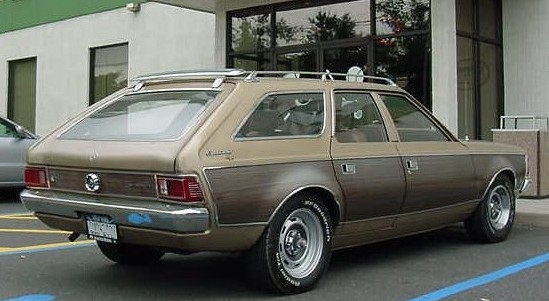
AMC Hornet Sportabout (1972)

Das Grundmodell der Hornet-Reihe lief 1972 aus und alle Fahrzeuge hießen von da an SST. Der SST bot mehr Ausstattung als das Grundmodell des Vorjahres für den gleichen Preis. Zusätzlich gab es das X-Paket, eine Rallye-Ausstattung. Gucci entwarf eine Sonderversion des Kombis Sportabout.
Gefertigt wurden 1972:
- 27.122 Stück vom zweitürigen SST-Modell
- 24.254 Stück vom viertürigen SST-Modell
- 34.065 Stück vom fünftürigen SST-Modell Sportabout, davon 2.584 mit Gucci-Ausstattung

### Modelljahr 1973

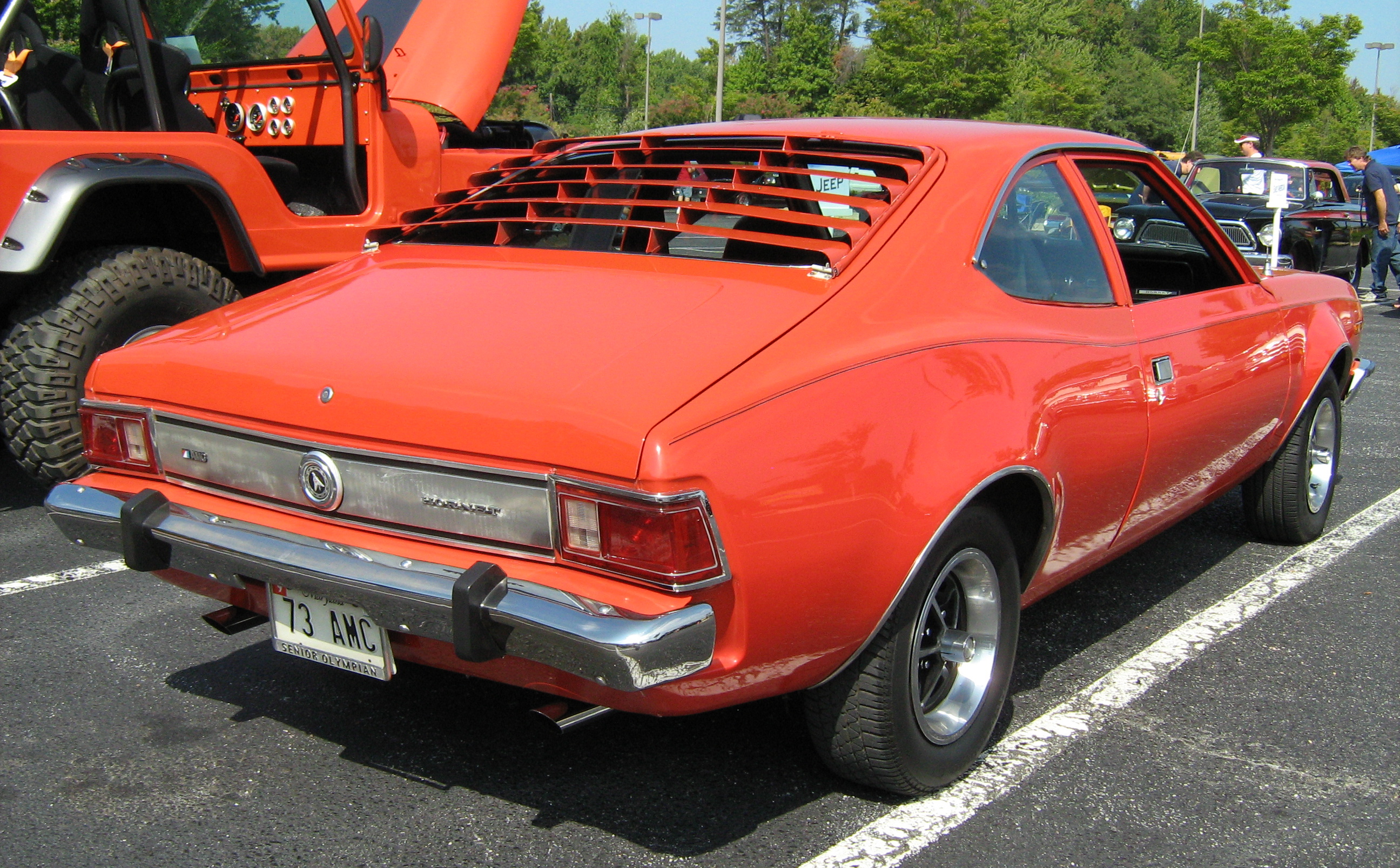
AMC Hornet Coupé (1973)

1973 entfiel das SST-Modell, und alle Modelle hießen nur noch „Hornet“. Die Fahrzeugfront wurde überarbeitet, damit sie zum neuen, Aufprallenergie absorbierenden und selbstreparierenden Stoßfänger passte. Damit sollte die Vorschrift „kein Schaden unter 8 km/h“ erfüllt werden. Die Gesamtlänge wuchs so um 195 mm.
Ein zweitüriges Kombicoupé wurde eingeführt, das die Zeitschrift Car and Driver als „Styling-Coup von 1973“ bezeichnete. Eine umlegbare Rücksitzbank vergrößerte das Ladevolumen von 269 auf 651 Liter bei fast flachem Ladeboden. Die Händler boten einen Umbausatz an, mit dem man den Laderaum in einen Camper verwandeln konnte. Die Limousine wurde unverändert weitergebaut, während für den Kombi auf Wunsch ein D/L-Paket zu bekommen war. Es bestand aus Holzdekor an den Fahrzeugseiten, einer Dachreling mit hinterem Windabweiser, einzeln umlegbaren Rücksitzlehnen und einer Plüschpolsterung der Sitze. Auch den Gucci-Kombi gab es nochmals in diesem Jahr, und das Kombicoupé war in Levi’s-Ausstattung verfügbar. Das X-Paket war nun auch für den Sportabout und das Kombicoupé zu bekommen.
Gefertigt wurden 1973:
- 23.187 Stück vom zweitürigen Modell
- 25.452 Stück vom viertürigen Modell
- 44.719 Stück vom fünftürigen Modell Sportabout, davon 2.251 Gucci
- 40.110 Stück vom dreitürigen Kombicoupé

### Modelljahr 1974
Alle vier Versionen des Hornet wurden 1974 fast unverändert weiter gebaut, nur kleine Ausstattungsdetails wurden verändert. Der vordere Stoßfänger hatte keine durchgehende Gummilippe mehr, dafür aber zwei gummibelegte Stoßstangenhörner. Es gab einen größeren hinteren Stoßfänger, der auch die neuen gesetzlichen Vorschriften (kein Schaden unter 8 km/h Aufprallgeschwindigkeit) erfüllte. Das hintere Kennzeichen wanderte nach oben zwischen die Rückleuchten.
Gefertigt wurden 1974:
- 29.950 Stück vom zweitürigen Modell
- 29.754 Stück vom viertürigen Modell
- 71.413 Stück vom fünftürigen Modell Sportabout
- 55.158 Stück vom dreitürigen Kombicoupé

### Modelljahr 1975

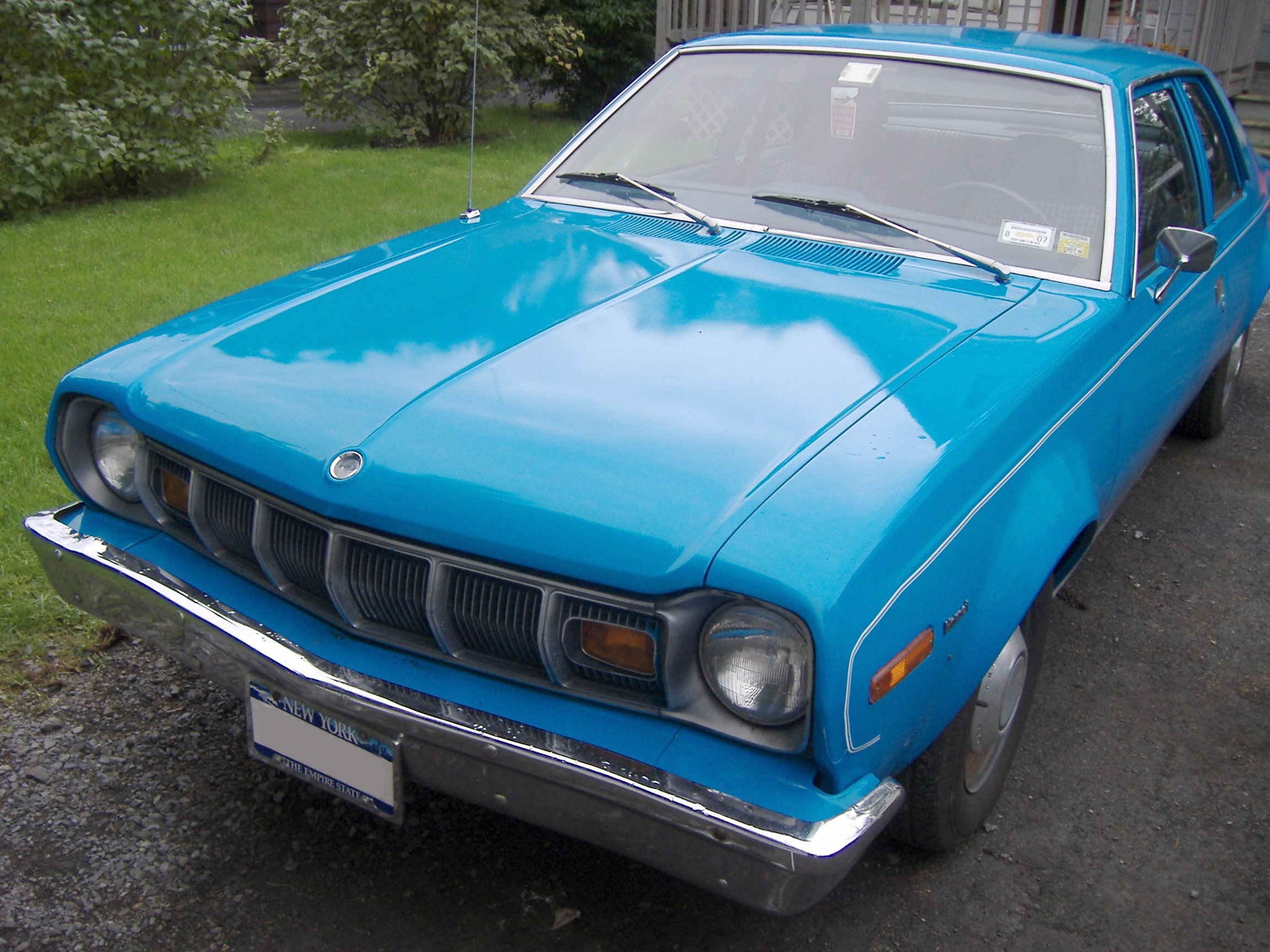
AMC Hornet Sedan (1975)

Da sich AMC auf den im März 1975 eingeführten Pacer konzentrierte, gab es fast keine Veränderungen beim Hornet. Die größte Veränderung war ein neuer Kühlergrill mit waagrechten Stegen.
Gefertigt wurden 1975:
- 12.392 Stück vom zweitürigen Modell
- 20.565 Stück vom viertürigen Modell
- 39.593 Stück vom fünftürigen Modell Sportabout
- 13.441 Stück vom dreitürigen Kombicoupé

### Modelljahr 1976

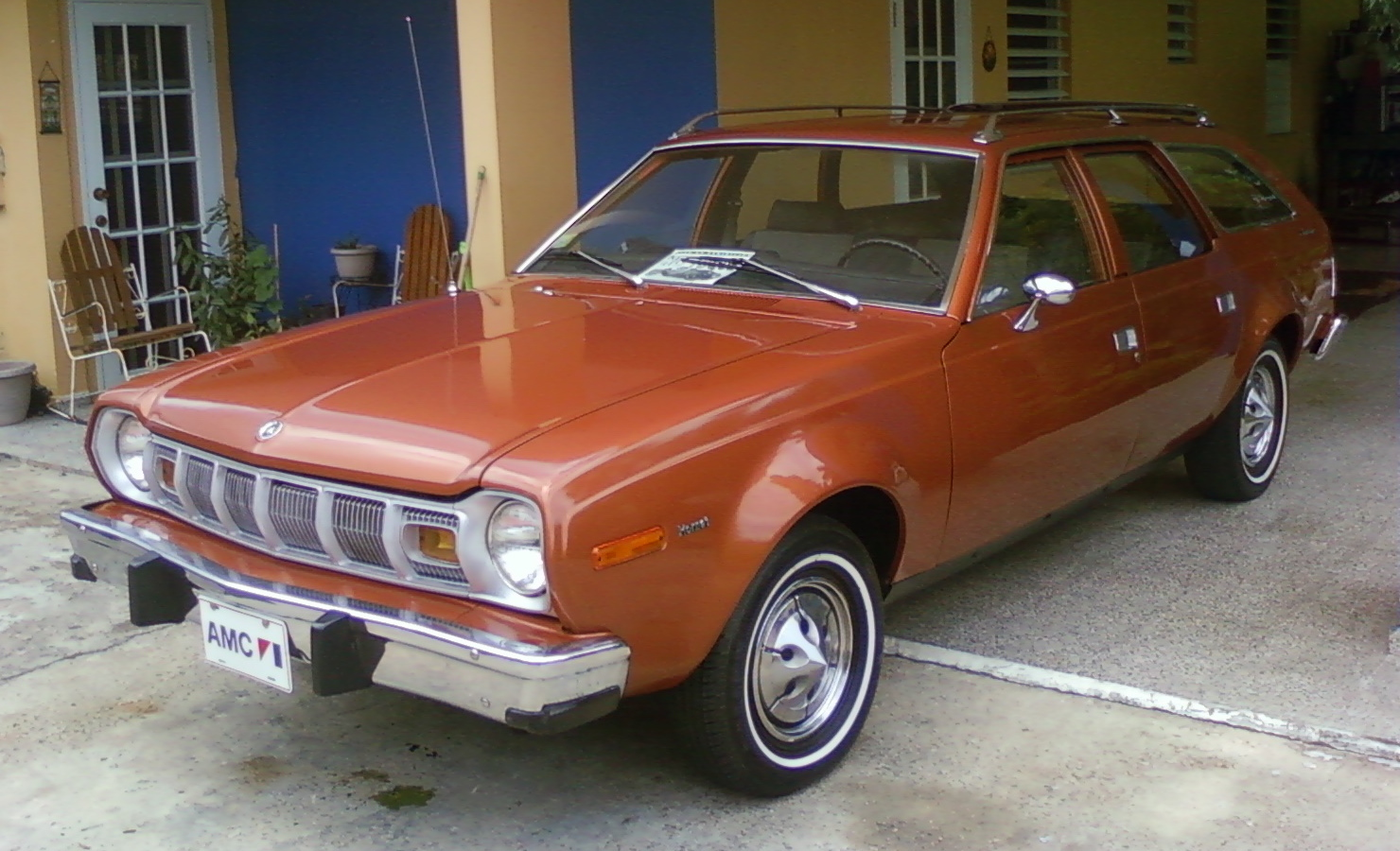
AMC Hornet Sportabout (1976)

Im sechsten Jahr ohne wesentliche Veränderung, verlangte AMC für Limousine und Kombicoupé den gleichen Preis, während der Sportabout etwas mehr kostete. Dem Hornet erwuchs in diesem Jahr neue Konkurrenz durch den Dodge Aspen und den Plymouth Volare.
Insgesamt wurden 1976 71.577 Hornet gebaut.

### Modelljahr 1977
Nach über sieben Jahren Bauzeit erschien das Design des Hornet überholt. Das neue sportliche Modell, den AMX (nicht zu verwechseln mit dem AMC AMX) gab es nur als Kombicoupé. Es sollte an den Namen des Rennsportwagens AMC AMX erinnern. Der Rest der Hornet-Serie blieb unverändert.
Gefertigt wurden 1977:
- 6.076 Stück vom zweitürigen Modell
- 31.331 Stück vom viertürigen Modell
- 28.891 Stück vom fünftürigen Modell Sportabout
- 11.545 Stück vom dreitürigen Kombicoupé

Im Herbst 1977 wurde der Hornet überarbeitet und 1978 in Concord umbenannt. Er etablierte das neue Marktsegment „Luxus-Kompaktwagen“ mit. Mit verändertem Design, neuen Komponenten und mehr Grundausstattung war der Concord für eine andere Zielgruppe gedacht als der auf Wirtschaftlichkeit getrimmte Hornet. Er war komfortabler und wurde häufiger verkauft.

## Einsatz im Film
Ein Hornet X Kombicoupé wird im James-Bond-Film Der Mann mit dem goldenen Colt (1974) verwendet.

## Neuauflagen
2006 erschien eine Studie mit dem Namen Dodge Hornet, die ursprünglich 2008 in Produktion gehen sollte. Das Projekt verzögerte sich und mündete schließlich 2013 im Dodge Dart auf der D-Evo-Plattform, die auch für den Fiat Viaggio und den Chrysler 200 verwendet wurde.

Seit 2023 verwendet Dodge den Namen tatsächlich erneut.